# Decanato di Primaluna
Il Decanato di Primaluna (noto anche come Decanato della Valsassina) è uno dei 63 decanati in cui è suddivisa l'arcidiocesi di Milano. Il decanato fa parte della zona pastorale III di Lecco e comprende 15 parrocchie, ha un'estensione di 211 km²  e comprende quasi interamente il territorio della Valsassina.
Il decanato, che comprende una popolazione di oltre 15.000 fedeli, confina a nord con il decanato di Alto Lario e con la diocesi di Como, a est con la diocesi di Bergamo, a sud con il decanato di Lecco e a ovest ancora con il decanato di Alto Lario e la diocesi di Como.
L'attuale decano è don Lucio Galbiati, responsabile della comunità pastorale "Maria Regina dei Monti" e parroco di Barzio.

## Storia

### La pieve di Valsassina
Il territorio a cui il decanato di Primaluna, in parte, è andato a sovrapporsi è quella della pieve di Valsassina, intitolata ai santi Pietro e Paolo.
La pieve di Valsassina, con sede a Primaluna, oggi è ridotta a parrocchia, però conserva alcuni privilegi: l'elezione di un prevosto, il titolo di canonici per i sacerdoti residenti, il diritto di intrattenere particolari rapporti con la curia milanese, di nominare propri canonici e di procurare l'acqua santa e gli oli benedetti per tutte le chiese comprese nell'ex pieve.

### Il decanato
Il 21 maggio 1972, in base al 46º sinodo diocesano che istituì i decanati nella diocesi, la pieve venne abolita e la città venne compresa nel decanato di Lecco e quindi nella zona pastorale III.

## Parrocchie
Il decanato di Primaluna è composto da 15 parrocchie ed è diviso in due comunità pastorali e due unità pastorali: la parrocchia di Barzio, unita alle parrocchie di Cremeno, Maggio, Pasturo e Moggio forma la comunità pastorale "Maria Regina dei Monti", le parrocchie dei comuni di Introbio, Parlasco, Taceno, Primaluna e Cortenova sono unite nella comunità pastorale "Madonna della Neve".

L'unità pastorale "Alta Valsassina" ricopre il territorio di Casargo, Indovero, Narro, Margno e Crandola Valsassina mentre l'unità pastorale "Premana-Pagnona" è composta delle due parrocchie, appunto, dei comuni di Premana e Pagnona.
| Denominazione                                        | Chiesa Parrocchiale                             | Comune                         | Abitanti | Sede amministrativa          | Sito istituzionale                                       |
| ---------------------------------------------------- | ----------------------------------------------- | ------------------------------ | -------- | ---------------------------- | -------------------------------------------------------- |
| Parrocchia di Sant'Alessandro                        | Chiesa di Sant'Alessandro                       | Barzio                         | 1.255    | Piazza Arrigoni Marocco, 7   | https://www.mariareginadeimonti.it/                      |
| Parrocchia di Sant'Eusebio                           | Chiesa di San'Eusebio                           | Pasturo                        | 1.907    | Via Alessandro Manzoni, 84/A | https://www.mariareginadeimonti.it/                      |
| Parrocchia di San Giorgio                            | Chiesa di San Giorgio martire                   | Cremeno                        | 1.636    | Piazza Paolo VI              | https://www.mariareginadeimonti.it/                      |
| Parrocchia della Natività della Beata Vergine Maria  | Chiesa della Natività della Beata Vergina Maria | Maggio (frazione di Cremeno)   |          | Piazza Santa Maria, 21       | https://www.mariareginadeimonti.it/                      |
| Parrocchia di San Francesco d'Assisi                 | Chiesa di San Francesco d'Assisi                | Moggio                         | 467      | Via Chiesa, 1                | https://www.mariareginadeimonti.it/                      |
| Parrocchia di San Dionigi                            | Chiesa di San Dionigi                           | Premana                        | 2.205    | Via Vittorio Emanuele, 1     | https://parrocchiapremanapagnona.wordpress.com/          |
| Parrocchia di Sant'Andrea                            | Chiesa di Sant'Andrea                           | Pagnona                        | 344      | Via Chiesa, 23               | https://parrocchiapremanapagnona.wordpress.com/          |
| Parrocchia Prepositurale dei Santi Pietro e Paolo    | Chiesa dei Santi Pietro e Paolo                 | Primaluna                      | 2.224    | Piazza IV Novembre, 10       | https://comunitapastoralemadonnadellaneve.wordpress.com/ |
| Parrocchia dei Santi Gervaso e Protaso               | Chiesa dei Santi Gervaso e Protaso              | Cortenova                      | 1.171    | Via Alessandro Volta, 6      | https://comunitapastoralemadonnadellaneve.wordpress.com/ |
| Parrocchia di Sant'Antonio Abate                     | Chiesa di Sant'Antonio Abate                    | Introbio                       | 1.933    | Parrocchiale                 | https://comunitapastoralemadonnadellaneve.wordpress.com/ |
| Parrocchia di Sant'Antonio Abate                     | Chiesa di Sant'Antonio Abate                    | Parlasco                       | 134      | Parrocchiale                 | https://comunitapastoralemadonnadellaneve.wordpress.com/ |
| Parrocchia dell'Assunzione della Beata Vergine Maria | Chiesa di Santa Maria Assunta                   | Taceno                         | 535      | Via Vittorio Emanuele        | https://comunitapastoralemadonnadellaneve.wordpress.com/ |
| Parrocchia di San Bernardino                         | Chiesa di San Bernardino                        | Casargo                        | 848      | Via Catanno, 17              | https://www.parrocchiealtavalsassina.com/                |
| Parrocchia di San Martino                            | Chiesa di San Martino                           | Indovero (frazione di Casargo) |          | Via Deputazione              | https://www.parrocchiealtavalsassina.com/                |
| Parrocchia di San Bartolomeo                         | Chiesa di San Bartolomeo                        | Margno                         | 368      | Via Canonica                 | https://www.parrocchiealtavalsassina.com/                |